# Simbabwische Cricket-Nationalmannschaft in Sri Lanka in der Saison 1996
Die Tour des simbabwischen Cricket-Nationalmannschaft nach Sri Lanka in der Saison 1996 fand vom 11. bis zum 21. September 1996 statt. Die internationale Cricket-Tour war Teil der internationalen Cricket-Saison 1996 und umfasste zwei Test Matches. Sri Lanka gewann beide Tests.

## Vorgeschichte
Beide Mannschaften nahmen vorher an dem Singer World Series 1996 teil. Das letzte Aufeinandertreffen beider Mannschaften bei einer Tour fand in der Saison 1994/95 in Simbabwe statt.

## Stadien
Die folgenden Stadien wurden für die Tour als Austragungsort vorgesehen.
| Stadion                            | Stadt   | Kapazität | Spiele  |
| ---------------------------------- | ------- | --------- | ------- |
| R. Premadasa Stadium (RPS)         | Colombo | 35.000    | 1. Test |
| Sinhalese Sports Club Ground (SSC) | Colombo | 10.000    | 2. Test |

## Kaderlisten
Die Mannschaften benannten die folgenden Kader.
| Test | Test |
| Sri Lanka | Simbabwe |
| --- | --- |
| - Arjuna Ranatunga (K) - Kumar Dharmasena - Asanka Gurusinha - Sanath Jayasuriya - Romesh Kaluwitharana (wk) - Roshan Mahanama - Muthiah Muralidaran - Ravindra Pushpakumara - Aravinda de Silva - Jayantha Silva - Hashan Tillakaratne - Chaminda Vaas | - Alistair Campbell (K) - Mark Dekker - Craig Evans - Andy Flower (wk) - Grant Flower - Henry Olonga - Ali Shah - Bryan Strang - Paul Strang - Heath Streak - Andy Whittall - Guy Whittall - Craig Wishart |

## Test Matches

### Erster Test in Colombo
| 11. – 14. September Scorecard | Colombo (RPS) | Sri Lanka 349 (106.3)                           | – | Simbabwe 145 (72.4) & 127 (73.3) (f/o) |
|                               |               | Sri Lanka gewinnt mit einem Innings und 77 Runs |   |                                        |

Sri Lanka gewann den Münzwurf und entschied sich als Schlagmannschaft zu beginnen. Als Spieler des Spiels wurde Arjuna Ranatunga ausgezeichnet.

### Zweiter Test in Colombo
| 18. – 21. September Scorecard | Colombo (SSC) | Simbabwe 141 (53.1) & 235 (113.3) | – | Sri Lanka 350-8d (133.5) & 30-0 (6.4) |
|                               |               | Sri Lanka gewinnt mit 10 Wickets  |   |                                       |

Simbabwe gewann den Münzwurf und entschied sich als Schlagmannschaft zu beginnen. Als Spieler des Spiels wurde Hashan Tillakaratne ausgezeichnet.